# Слодкув-Кольонія
Слодкув-Кольонія (пол. Słodków-Kolonia) — село в Польщі, у гміні Турек Турецького повіту Великопольського воєводства.
Населення — 734 особи (2011).
У 1975-1998 роках село належало до Конінського воєводства.

## Демографія
Демографічна структура станом на 31 березня 2011 року:
|          | Загалом | Допрацездатний вік | Працездатний вік | Постпрацездатний вік |
| -------- | ------- | ------------------ | ---------------- | -------------------- |
| Чоловіки | 381     | 102                | 260              | 19                   |
| Жінки    | 353     | 93                 | 220              | 40                   |
| Разом    | 734     | 195                | 480              | 59                   |